# Мужичковская
Мужичковская — деревня в Кадыйском районе Костромской области. Входит в состав Столпинского сельского поселения.

## География
Находится в юго-восточной части Костромской области на расстоянии приблизительно 45 км на юг-юго-запад по прямой от районного центра поселка Кадый на левом берегу Волги (в пределах акватории Горьковского водохранилища).

## История
Известна с 1872 года как деревня с 26 дворами, в 1907 году отмечено здесь было 36 дворов.

## Население
Постоянное население составляло 180 человек (1872 год), 173 (1897), 236 (1907), 88 в 2002 году (русские 98 %), 33 в 2022.